# Poindexter
Poindexter är ett amerikanskt efternamn som kommer från släkten Poingdestre från Jersey. Namnet betyder ursprungligen "höger knytnäve".
Namnet är känt genom figuren Poindexter, en ung vetenskapsman i den animerade serien Katten Felix. Figuren har lett till att poindexter på amerikansk engelska används som skällsord motsvarande nörd eller bokmal.

## Personer med namnet Poindexter
- Alan G. Poindexter, amerikansk astronaut.
- Buster Poindexter (pseudonym för David Johansen), rockmusiker.
- George Poindexter, 1779–1853, amerikansk politiker på 1800-talet.
- Hildrus Poindexter, 1901–1987, epidemiolog och vetenskapsman.
- Amiral John Poindexter, född 1936, rådgivare åt USA:s president Ronald Reagans stab och inblandad i Iran-Contras-affären.
- Joseph B. Poindexter, 1869–1951, guvernör av Hawaii 1934–1942.
- Larry Poindexter, född 1959, amerikansk skådespelare.

### Fiktiva personer
- Poindexter, vetenskapsman i de tecknade filmerna om Katten Felix.